# Celso Borges
Celso Borges Mora (nascut el 27 de maig de 1988 a San José, Costa Rica) és un jugador professional de futbol de Costa Rica, que juga com a migcampista a l'Alajuelense i a la selecció de Costa Rica. A Espanya ha jugat amb el Deportivo de la Corunya.